# Sông An Định
Sông An Định là phụ lưu cấp 1 của sông Trà Khúc, chảy ở huyện Nghĩa Hành và Tư Nghĩa tỉnh Quảng Ngãi, Việt Nam .
Sông An Định chảy qua thị trấn Chợ Chùa huyện Nghĩa Hành 15°02′52″B 108°45′46″Đ / 15,047739°B 108,762872°Đ và đổ vào sông Trà Khúc ở phía tây Nhà máy bia Quảng Ngãi.